# D3高速公路 (斯洛伐克)
D3高速公路是斯洛伐克的興建中一條高速公路，完成後全長60.8公里。公路西起日利納（D1高速公路），經斯卡利特進入波蘭。
公路日利納至斯夫爾欽諾韋茨段正在升級成四線公路，餘下路段屬雙線公路。全部升級工程預計在2026年完工。